# Мечеть Айтбая
Мечеть Айтбая (каз. Айтбай мешіті) — старейшая мечеть города Кызылорда. Памятник архитектуры Республики Казахстан республиканского значения..
Расположена в историческом центре города. Вместимость около 500 человек.

## Архитектура
Высота 14 метров. Здание в плане прямоугольное, сложено из жжёного кирпича размерами 16×12 см. Передняя часть представляет собой большой портал, в середине — дверь. Фасады декорированы фигурной кирпичной кладкой.
Внутренними перегородками мечеть разделена на молитвенный зал и вестибюль. В центре зала расположено купольное пространство.

## История
Мечеть построена на средства жителей Перовска по инициативе купца из Бухары Айтбая Балтабаева, который и внёс на строительство наибольшую сумму (40 тыс. рублей). Строительством руководили мастера из Аулие-Аты (ныне Тараз) Ыскак и Камал.
Мечеть была открыта в 1878 году и использовалась также как медресе.
В советские годы мечеть была закрыта. В 1950-е годы здание использовалось как кинотеатр, затем школа-интернат. В 1970—1985 годах здесь располагался швейный цех, после чего здание было передано организации «Кзыл-Орда реставрация».
В 1982 году здание мечети было включено в список памятников истории и культуры республиканского значения и взято под охрану государства, к моменту передачи верующим в конце 1980-х было реставрировано. На средства, собранные верующими, к мечети был пристроен минарет.
Перепланировка здания мечети, произведённая в 2000-х годах вызвала критику реставраторов:

Сейчас пока ещё охраняется государством мечеть Айтбая, та, что в центре Кызылорды. Но как специалист могу сказать, что историческая ценность её уже утрачена. В начале нынешнего века там без всяких согласований с государственным учреждением по охране памятников истории и культуры провели капитальный ремонт и из всей старинной мечети Айтбая нетронутой осталась только фасадная часть, а остальное все переделано так, как удобно было служителям мечети. Сейчас речь может идти только о том, чтобы вывести мечеть Айтбая из списка охраняемых государством памятников.
Биртай Бижанов, начальник кызылординского филиала реставрационной мастерской РГП «Казреставрация»

## Галерея

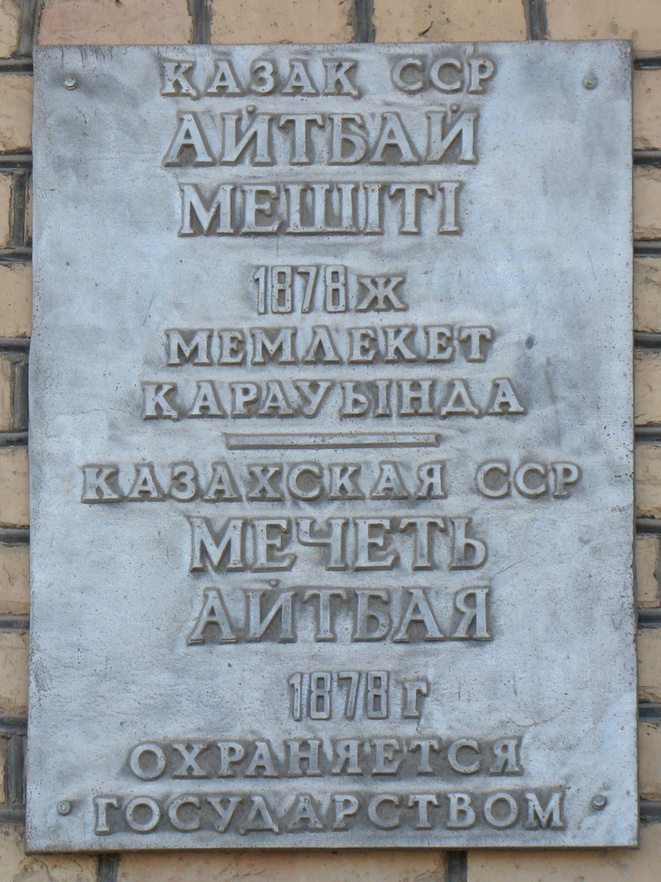
Табличка об охране времён КазССР
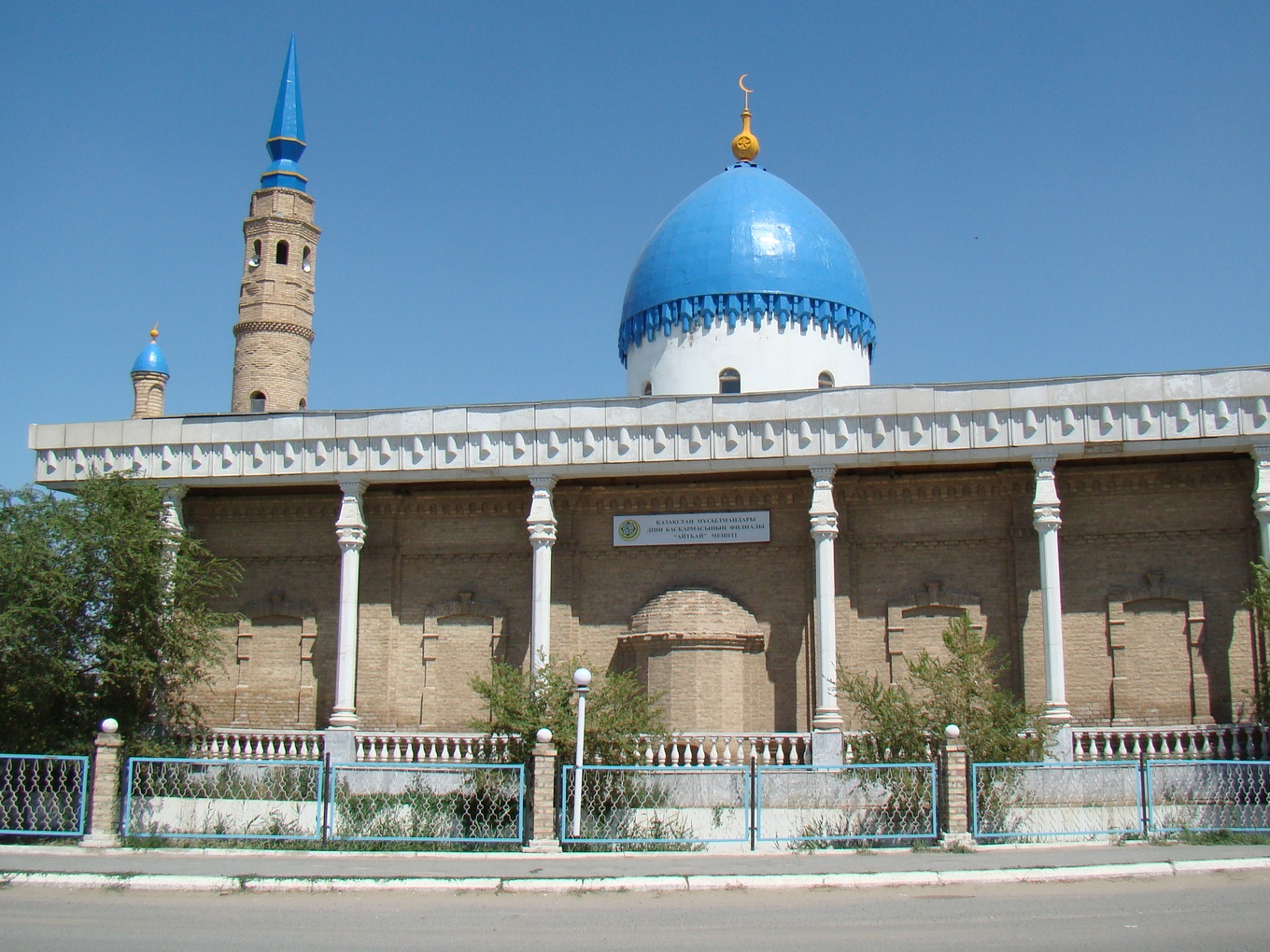
Фасадная часть здания — историческая кладка
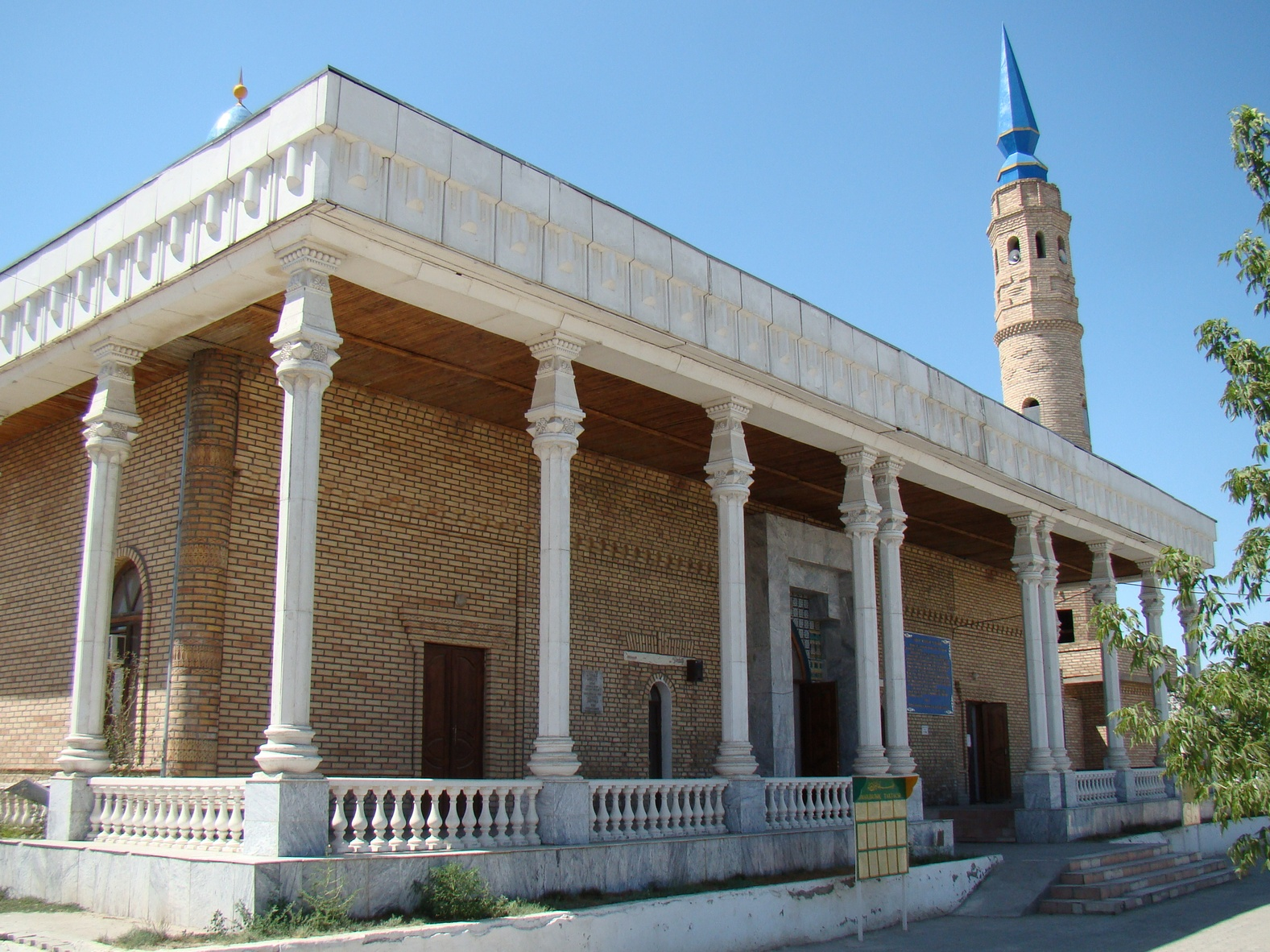
Вход в мечеть